# Pałacyk Hantkego w Częstochowie
Pałacyk Hantkego – zabytkowa, neobarokowa willa w Częstochowie-Rakowie, zbudowana na zlecenie Bernarda Hantkego w latach 1900–1903 według projektu z 1898 roku.

## Historia
Budynek został wzniesiony w latach 1900-1903, w stylu francuskiego neobaroku, zdobionego żeliwnymi dekoracjami klatki schodowej. W skład kompleksu, oprócz rezydencji właściciela w jej centralnej części, wchodziła również huta żelaza "Częstochowa" i domy dla pracowników zakładu. Początkowo po II wojnie światowej ulokowano w nim Zakładowy Dom Kultury Huty im. Bieruta. Pałacyk Hantkego został rozbudowany w latach 1973-1978, dostawiono budynek pływalni, kino i usunięto część zdobień. W otoczeniu budynku znajduje się park o powierzchni 2 ha, założony zaraz po wybudowaniu pałacu, z okazami rzadkich drzew i krzewów.

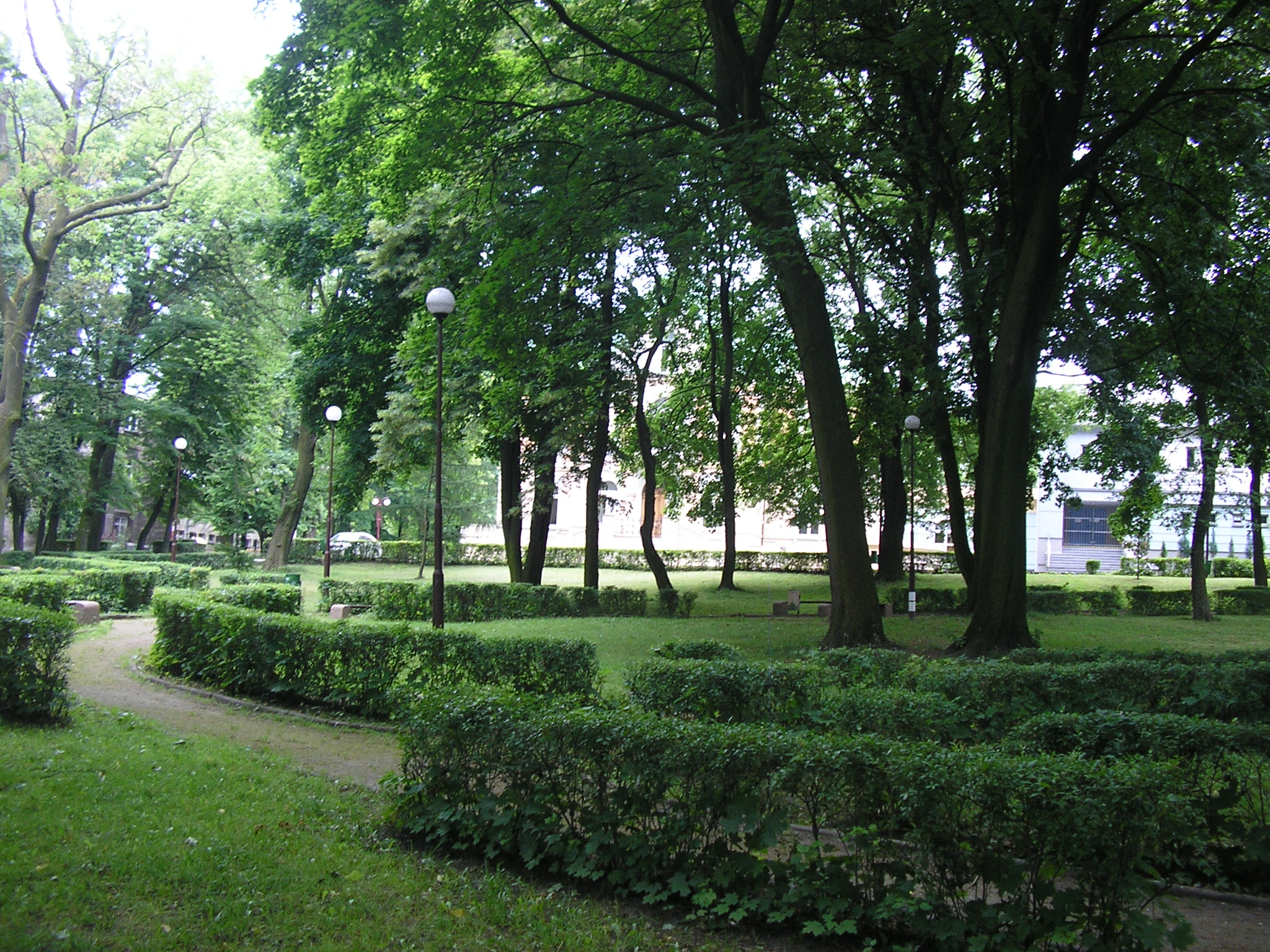
Park przylegający do pałacyku

Obecnie w budynku mieści się Miejski Dom Kultury.
Latem 2007 roku zakończył się kolejny remont, mający na celu konserwację budynku i przywrócenie częściowo pierwotnej formy architektonicznej, wyremontowano także budynek pływalni, remont kosztował 10,5 mln złotych.